# Daisy Miller

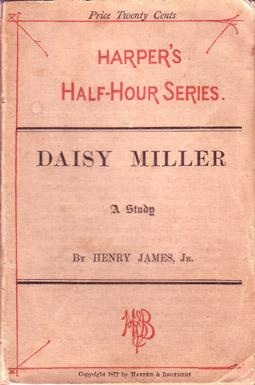
Einband der ersten Ausgabe, 1878

Daisy Miller ist eine Novelle aus dem Jahre 1878 von Henry James.

## Inhalt
Erstes Kapitel, Vevey. Der Amerikaner Frederick Winterbourne begegnet während eines Besuchs bei seiner Tante in dem Schweizer Kurort Vevey dem amerikanischen Mädchen Daisy Miller, das sich mit seiner Mutter und dem Bruder Randolph auf Europareise befindet. Es ergibt sich ein Gespräch zwischen Winterbourne und der unbefangenen, keck-naiv wirkenden Daisy Miller, beide planen den Besuch des Schlosses Chillon. Winterbournes Tante äußert sich im Gespräch mit Winterbourne abfällig über den sozialen Status der Millers; Winterbourne will dennoch den besprochenen Ausflug mit Daisy Miller unternehmen.
Zweites Kapitel, Vevey. Winterbourne trifft abends zufällig auf Daisy Miller und geht mit ihr spazieren. Dabei begegnen sie Daisys unbeteiligt wirkender Mutter, mit der sich kein flüssiges Gespräch ergibt, der Begleiter der Millers, Eugenio, stößt hinzu. Zwei Tage später besuchen Winterbourne und Daisy Miller das Schloss Chillon, und sie ringt ihm das Versprechen ab, dass er sie in Rom besucht.
Drittes Kapitel, Rom. Winterbourne wohnt bei seiner Tante in Rom und trifft bei einem Besuch bei seiner Bekannten Mrs. Walker erneut auf Daisy Miller. Daisy will zur nächsten Party von Mrs. Walker ihre italienische Bekanntschaft Giovanelli mitbringen. Winterbourne begleitet sie zu einem Treffen mit diesem am selben Abend. Mrs. Walker fängt Winterbourne mit der Kutsche ab und versucht, diesen zu überzeugen, Daisy von der ihrem Ansehen schädlichen Gesellschaft Giovanellis abzubringen. Daisy lehnt es ab, zu Mrs. Walker in die Kutsche zu steigen, und setzt ihren Spaziergang mit Giovanelli fort.
Viertes Kapitel, Rom. Daisy Miller wird wegen ihres fortwährenden Umgangs mit Giovanelli von der Gesellschaft gemieden. Winterbourne ist unsicher über seine Gefühle zu Daisy, meidet aber auch zunehmend den Kontakt. Auf der Party von Mrs. Walker erscheint Daisys Mutter allein, Daisy folgt mit Giovanelli später und verbringt den Großteil des Abends mit diesem abseits von der Gesellschaft. Winterbourne entdeckt einige Tage später auf einem nächtlichen Spaziergang Daisy Miller zusammen mit Giovanelli im Kolosseum. Am nächsten Tag erfährt er, dass Daisy Miller am „Römischen Fieber“ leidet; sie stirbt kurz darauf. Winterbourne kehrt nach Genf zurück.

## Hintergrund
Der industrielle Aufschwung ermöglichte vielen wohlhabenden Amerikanern zu reisen, was ein Symbol für sozialen und finanziellen Erfolg war. Gerade Europa war Reiseziel vieler Amerikaner auf ihrer „grand tour“. Die Mentalitätsunterschiede zwischen Europäern, Exilamerikanern und Amerikanern, sowie deren gegenseitige Vorurteile, beobachtete Henry James selbst auf seinen zahlreichen Reisen und Aufenthalten zwischen der sogenannten „Alten Welt“ und der „Neuen Welt“. Diese Beobachtungen werden in Daisy Miller und seinen anderen Werken als „international theme“ widergespiegelt. Oft wurden die sozialen Regeln von den Exilamerikanern strenger eingehalten als von den Europäern selbst; und so unterschieden sich Amerikaner von Europäern und Exilamerikanern auch innerhalb der gleichen sozialen Stände. Henry James, der eher mit dem europäischen Lebensstil sympathisierte, sah seine Landsleute als flegelhaft, ungebildet und provinziell an. Trotzdem war er von ihrer Gedankenlosigkeit, Unschuld und ihrem Mangel an Kunstfertigkeit fasziniert.

## Form
- Der Erzähltonfall erinnert an lockeres Erzählen, eher Klatsch und Tratsch als an tragisches oder komisches Erzählen, sodass die Novelle Züge von Komödie und Tragödie gleichermaßen enthält.
- Die Novelle wird aus der Perspektive von Winterbourne geschildert; ein auktorialer Erzähler (unpersönliche Erzählstimme) meldet sich zweimal mit einem kurzen Erzählerkommentar aus der „Ich“-Perspektive.
- Die Erzählung erfolgt chronologisch und ist auf zwei Teile (Vevey und Rom) und insgesamt vier Kapitel aufgeteilt.
- Ein Großteil der Handlung findet in Dialog-Form statt, und die Novelle erscheint aktionsarm.

## Intention des Textes / Aufgabe des Lesers
Typisch für Henry James’ Erzählweise, wird Daisy Miller mit Hilfe eines „Focalizers“ geschildert. Das heißt, die Novelle wird aus der Perspektive von Winterbourne erzählt, der hier als Beobachter fungiert (aber nicht von ihm: der Erzähler ist eine anonyme Instanz). Der Leser erlebt die Handlung und die anderen Charaktere nur durch die Augen von Winterbourne. Durch die einseitige Perspektive ist der Leser dazu angehalten, sich seine eigene Meinung über Daisy Miller zu bilden, denn es gibt kein Urteil über Daisy von einer übergeordneten Erzählinstanz. Diese „Offenheit des Textes“ zwingt den Leser, Daisys Charakter und Winterbournes Vorurteile und Gefühle anhand subjektiver Hinweise Winterbournes einzuschätzen und die verschiedenen ethischen/moralischen Positionen der Charaktere zu entdecken. Erst gegen Ende des Textes, nach Daisy Millers Tod und einem Gespräch mit Giovanelli, gesteht sich Winterbourne ein, dass er mit seiner Verurteilung Daisy Millers falsch lag.

## Themen und Motive
- Die gewählten Handlungsorte stehen jeweils für bestimmte Weltanschauungen, auf die der Text unaufdringlich verweist. Genf, in dessen Nähe Vevey liegt, gilt als Hauptstadt des Calvinismus, Rom dagegen als Heimstatt des Katholizismus sowie der Sünde und der Verderbtheit; das Kolosseum repräsentiert das Opfer und den Verfall.
- Winterbourne und der Leser werden von Anfang an in Unsicherheit über Daisys tatsächliches Verhalten und ihre Intention gelassen. Winterbourne scheitert dabei, ihr Verhalten in sein bestehendes Kategoriengebilde einzuordnen, und Daisy selbst trägt zur Verwirrung bei, wenn sie innerhalb desselben Dialogs behauptet, mit Giovanelli verlobt zu sein, und es sofort wieder leugnet.
- Daisy strebt nach gesellschaftlicher Anerkennung, macht jedoch genau diese mit ihrem Verhalten unmöglich.
- Winterbourne steht zwischen zwei Kulturen, einerseits die „neue Welt“, aus der er stammt, andererseits die „alte Welt“, in der er schon lange lebt. Die etwa zehn Jahre jüngere Daisy als Vertreterin der „neuen Welt“ ist ihm in ihrem Verhalten recht fremd; ebenso irritiert sie die anderen Amerikaner in Europa.
- Insbesondere der zweite Teil thematisiert regelmäßig das Thema Krankheit, vor allem das „römische Fieber“, wobei dessen Bedeutung im Text zwischen dem „römischen Flirt“ und der Krankheit Malaria schwebt.
- „Was der europäische Mann kaum versteht, ist, dass amerikanische Mädchen per Definition unschuldig sind; in einem mythischen Sinne unschuldig; und dass ihre Reinheit von nichts abhängt, was sie sagt oder tut.“ (Leslie Fiedler) Winterbourne zweifelt an der stereotypen Unschuld des amerikanischen Mädchens und ist von ihrem Verhalten und der gleichzeitigen unschuldigen Erscheinung irritiert.

## Mögliche Interpretation
Daisy Miller und Winterbourne kommen nicht zusammen, da Winterbourne zu sehr in den strengen gesellschaftlichen Normen gefangen ist. Anfangs fasziniert von Daisy Millers Unbefangenheit, sieht er sie nach dem Vorfall im Kolosseum nicht mehr als respektable und heiratswürdige Frau an. Zwischen den beiden liegt eine unüberwindbare Kluft sozialer Konventionen. Dies ist auch ein Konflikt zwischen der Alten und der Neuen Welt – basierend auf  den unterschiedlichen moralischen Einstellungen und gegenseitigen Vorurteilen. Die sozialen Konventionen stehen einerseits zwischen Daisy und Winterbourne und  sind andererseits das einzige Medium, über das sie miteinander kommunizieren können.
Während Winterbourne ernst, steif, erfahrener, anspruchsvoller und älter ist, ist Daisy eher unbedarft, verspielt und naiv. Sie definiert Moral anders als er. Sie ist tolerant und locker und kümmert sich nicht um gesellschaftliche Standards, während er in seinen moralischen Auffassungen fest verankert ist. Es gibt keine wirkliche Verbindung zwischen den beiden und kann es auch – nach Daisys Tod – nicht geben.
Daisy Miller stirbt, ausgeschlossen aus der Gesellschaft, da sie sich nicht an soziale Konventionen gehalten und den Rat und die Hilfestellungen von Damen der Gesellschaft wie Mrs. Walker zurückgewiesen hat. Winterbourne bleibt allein zurück und hat ein schlechtes Gewissen, weil er sie falsch eingeschätzt hat. Die gescheiterte Kommunikation zwischen den beiden lässt eine Beziehung und mögliche Ehegemeinschaft nicht zu, denn beide vertreten verschiedene moralische Positionen. Beide haben verschiedene „Codes“ und sind nicht in der Lage, den „Code“ des jeweils anderen zu deuten. Winterbourne versteht Daisy nicht und Daisy versteht die soziale Welt von Winterbournes Gesellschaft nicht. Dadurch ist ihre romantische Beziehung zum Scheitern verurteilt. Bestes Beispiel dafür ist, dass Winterbourne nicht in der Lage ist, Daisy Millers Flirtversuche zu durchschauen. Als Daisy Miller ihm von ihrer angeblichen Verlobung mit Giovanelli erzählt, möchte sie ihn eifersüchtig machen, um so seine wahren Gefühle für sie herauszufinden und ihn zu einem Liebesgeständnis zu provozieren. Winterbourne, zu sehr damit beschäftigt, Daisy Miller in Kategorien wie „Hure“ oder „Heilige“ einzuordnen, ist jedoch nicht in der Lage, dies zu erkennen. Die gescheiterte Beziehung zwischen Daisy Miller und Winterbourne könnte so z. B. als exemplarisch für das angespannte Verhältnis zwischen der progressiven Neuen Welt und der auf Traditionen pochenden Alten Welt gesehen werden.

## Filmadaption
- Daisy Miller, USA 1974, Regie: Peter Bogdanovich, mit Cybill Shepherd und Barry Brown

## Deutsche Übersetzung
- Henry James: Daisy Miller. Insel, Wiesbaden 1959 (englisch: Daisy Miller. Übersetzt von Helmut M. Braem und Elisabeth Braem-Kaiser).